# Polderpark
Het Polderpark is een park in de Bouwmeesterbuurt van Almere Buiten en is gelegen aan de M.J. Grandpré Molièrestraat en het Piet Moeskoppad. Het is een ontwerp van landschapsarchitect Hein van Delft in opdracht van de Rijksdienst voor de IJsselmeerpolders dat dateert uit 1980. De uitvoering geschiedde gefaseerd tussen 1983 en 1989. 
Het park is ca 400 meter lang en 300 meter breed. Naast wandelgelegenheid biedt het onder meer plaats aan kinderboerderij 'Beestenbende', vlindertuin 'Inaya' en volkstuinen. Aan de noordoostelijke rand staan het Oostvaarderscollege, het Montessori Lyceum Flevoland en Sporthal Almere Buiten.
Het aangrenzende sportpark 'Polderkwartier' is qua oppervlakte ongeveer even groot. Door een vaart en de Daniël Stalpaertstraat wordt het van het Polderpark gescheiden. SC Buitenboys heeft hier haar velden en clubhuis. 